# Tân Thiềng
Tân Thiềng là một xã cũ thuộc huyện Chợ Lách cũ, tỉnh Bến Tre cũ, Việt Nam.

## Địa lý
Xã Tân Thiềng nằm ở phía đông nam huyện Chợ Lách, có vị trí địa lý:
- Phía bắc giáp xã Long Thới
- Phía nam giáp huyện Mang Thít, tỉnh Vĩnh Long (qua sông Cổ Chiên)
- Phía đông nam giáp xã Hưng Khánh Trung B
- Phía tây giáp xã Hòa Nghĩa
- Phía đông giáp xã Vĩnh Thành.

Xã Tân Thiềng có diện tích 24,28 km², dân số năm 1999 là 11353 người, mật độ dân số đạt 468 người/km².

## Lịch sử
Trước đây, Tân Thiềng là 1 xã thuộc huyện Chợ Lách, tỉnh Bến Tre.
Ngày 16 tháng 6 năm 2025, Ủy ban Thường vụ Quốc hội ban hành Nghị quyết số 1687/NQ-UBTVQH15 của Ủy ban Thường vụ Quốc hội về việc sắp xếp các đơn vị hành chính cấp xã của tỉnh Vĩnh Long năm 2025. Theo đó, sắp xếp toàn bộ diện tích tự nhiên, quy mô dân số của xã Tân Thiềng, xã Vĩnh Thành và xã Phú Sơn của huyện Chợ Lách thành xã mới có tên gọi là xã Vĩnh Thành.

## Hành chính
Xã Tân Thiềng chia làm 11 ấp: Tân Thạnh, Thiện Mỹ, Thiện Lương, Thanh Tân, Thanh Tịnh, Thanh Yên, Phú Thới, Long Khánh, Quân Phong, Quân Bình.